# Tacacho con cecina
Il tacacho con cecina è un piatto tipico della gastronomia del Perù originario della zona della selva peruviana e ampiamente diffuso nel resto del paese. Il termine «tacacho» deriva dal quechua «taka chu», che significa «ciò che viene colpito».
Il consumo del tacacho varia secondo la regione dove si produce: nella regione di Madre de Dios ed in quella di San Martín si usa consumare il tacacho durante la colazione mentre in altre regioni è un piatto servito a pranzo o a cena.. Nella Regione di San Martín si usa consumare il tacacho durante la cena natalizia.

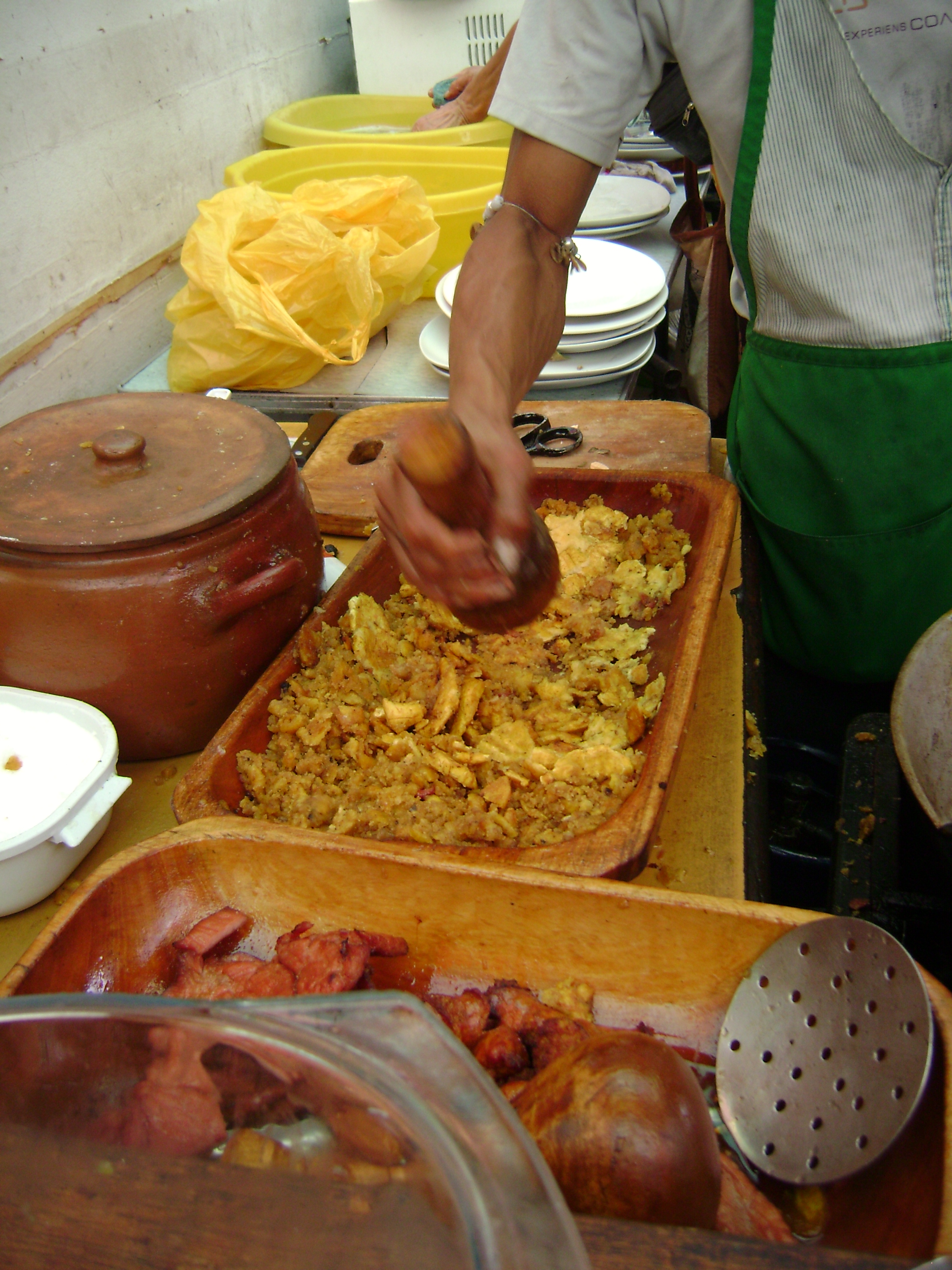
Preparazione del tacacho

Nei pae
e

## Preparazione
Il piatto consiste in palline di tacacho, un pezzo di cecina ed una di salsiccia.
Per il tacacho si prepara una massa composta da platano verde cotto, cecina (insaccato) di maiale o salsiccia, olio, lardo di maiale, oltre al sale e al pepe al gusto. I platani devono essere cotti precedentemente alla brace, benché in alcune regioni come quella di Huánuco, vengano bolliti in acqua.
Nella preparazione originale si utilizzava chicharrón di Pecari Tajacu al posto della cecina e della salsiccia.
A parte deve essere preparata la cecina e/o la salsiccia per accompagnare il tacacho. Normalmente si preparano alla brace. La cecina e la salsiccia preparate nella selva del Perù includono spezie differenti da quelle tradizionali che conferiscono un sapore particolare.